# Tsurune – Kazemai Kōkō Kyūdō-bu
Tsurune (jap. ツルネ ―風舞高校弓道部―, Tsurune: Kazemai Kōkō Kyūdō-bu) ist eine Anime-Serie des Studios Kyoto Animation aus dem Jahr 2018, die auf einer Light Novel basiert. Das Werk handelt von einem Oberschul-Kyūdō-Klub und ist in die Genres Sport und Drama einzuordnen.

## Handlung
Die Cousins Minato Narumiya und Seiya Takehaya gehen nach der Mittelschule gemeinsam auf die Kazemai-Oberschule. Dort werden sie zusammen mit ihrem Grundschulfreund Ryōhei Yamanouchi für den wiederzugründenden Kyūdō-Klub. Minato und Seiya waren in der Mittelschule bereit erfolgreiche Bogenschützen, doch Minato lehnt die Mitgliedschaft ab, obwohl ihn seine beiden Freunde dazu drängen. Seit einem Wettbewerb in der Mittelschule hat er „Scheibenpanik“: Er lässt den Pfeil zu früh los und verfehlt stets das Ziel. Da er die Panik noch immer nicht los ist, will er den Sport aufgeben. Doch der Klub hat nun nur vier männliche Mitglieder, neben den beiden Freunden noch den fröhlichen und von Mädchen umschwärmten Nanao Kisaragi und seinen stets missmutigen Freund Kaito Onogi – einer zu wenig für die Teilnahme als Gruppe an der Präfekturmeisterschaft. Erst die zufällige Begegnung mit dem Bogenschützen Masaki Takigawa in einem Schießstand in der Nachbarschaft lässt Minato wieder Mut finden. Denn auch Takigawa hatte einst Scheibenpanik und konnte sie mit viel Arbeit auch überwinden, sodass er nun zu einer von Minato bewunderten Form gefunden hat. Er wird der Trainer des Klubs und gibt Minato Tipps, wie er an seiner Panik arbeiten kann, und dieser macht sich mit Eifer an das Training. Das kann schließlich sogar Kaito, der Minato schon als hoffnungslosen Fall abgetan hat, überzeugen ihn als Teamkameraden zu akzeptieren, sodass sie zur Meisterschaft antreten können.
Das gemeinsame Training schweißt die Jungs zusammen und als die Meisterschaft ansteht, haben sie sich deutlich verbessert, auch wenn Minato noch immer mit seiner Scheibenpanik zu kämpfen hat. Bei der Meisterschaft treffen sie auf die Mannschaft der Kirisaki-Oberschule. In der ist auch Shū Fujiwara, mit dem Minato und Seiya im Klub der Mittelschule waren. Shū hatte Minato einst zum Bogenschießen gebracht und bedauerte seinen Abschied aus dem Sport. Während es der Mannschaft der Kazemai knapp gelingt, sich für die nächsten Runden zu qualifizieren, erinnert sich Minato an die Vergangenheit. Der Unfall, in den er mit seiner Mutter geraten ist und bei der sie starb und er schwer verletzt wurde, belastet ihn noch immer. Auch denkt er an die Zeit mit Shū, den er so bewundert. Der wiederum stellt während der Meisterschaft Seiya zur Rede: Er würde doch immer nur an Minato hängen und nie aus eigener Motivation Bogenschießen. So muss sich Seiya über seine Freundschaft mit Minato klarwerden und entschließt, gemeinsam mit ihm den Sport weiter zu verfolgen.
Nach dem knappen Erfolg trainieren die Jungs weiter für die nächste Runde, während ihr Trainer Takigawa an seinen Großvater denkt. Der war ein erfolgreicher Schütze und hat seinen Enkel unterrichtet, war jedoch so streng, dass sie sich entfremdeten. Lange nach seinem Tod will Takigawa mehr über ihn erfahren und sucht, nachdem ihn seine Schüler dazu motiviert haben, die Bekannten seines Großvaters auf. Als kurz darauf der nächste Teil der Meisterschaft beginnt, erfährt der Klub, dass Takigawa auf der Fahrt einen Unfall hatte. Erst verzweifelt, nehmen sie dann doch ihren Mut zusammen und wollen für ihren Trainer das Beste geben. Sie gelangen schließlich ins Finale und treten gegen Shūs Klub an. Nachdem einer der bisher selbstsicheren, gegnerischen Schützen Scheibenpanik bekommt und am Ende auch Shū einen Schuss verfehlt, gewinnt die Kazemai-Oberschule knapp.

## Produktion und Veröffentlichung
Die Serie entstand 2018 beim Studio Kyoto Animation und basiert auf einer Light Novel von Kotoko Ayano mit Illustrationen von Chinatsu Morimoto, die 2016 zum Kyoto Animation Award eingereicht wurde. Sie erhielt einen Spezialpreis der Jury und erschien im Dezember des gleichen Jahres beim Verlag des Studios. Michiko Yokote adaptierte die Geschichte für die Fernsehserie, Regie führte Takuya Yamamura. Das Charakterdesign entwarf Miku Kadowaki und die künstlerische Leitung lag bei Shōko Ochiai.
Die 25 Minuten langen Folgen wurden vom 21. Oktober 2018 bis 21. Januar 2019 von NHK in Japan ausgestrahlt. Die Premiere war für den 14. Oktober geplant, wurde jedoch verschoben. Die Ausstrahlung erfolge am 22. Oktober um 0:10 Uhr und damit noch am vorherigen Fernsehtag. Am 30. April 2019 kam eine 14. Folge hinzu, die von einem gemeinsamen Training der beiden Klubs nach dem Turnier erzählt. Die Plattform Crunchyroll veröffentlichte die Serie parallel zur japanischen Ausstrahlung per Streaming mit Untertitel in diversen Sprachen, darunter Deutsch und Englisch. Sentai Filmworks lizenzierte den Anime für eine Veröffentlichung in Englisch, Spanisch und Portugiesisch.

### Synchronisation
| Rolle             | Japanische Stimme (Seiyū) |
| ----------------- | ------------------------- |
| Minato Narumiya   | Yūto Uemura               |
| Seiya Takehaya    | Aoi Ichikawa              |
| Kaito Onogi       | Kaito Ishikawa            |
| Ryōhei Yamanouchi | Shōgo Yano                |
| Nanao Kisaragi    | Nobuhiko Okamoto          |

### Musik
Die Musik der Serie wurde komponiert von Harumi Fuuki. Das Vorspannlied ist Naru von Luck Life und der Abspann ist unterlegt mit dem Lied Orange-iro von ChouCho.